# 福尔福莱达
福尔福莱达，是西班牙卡斯蒂利亚-莱昂萨拉曼卡省的一个市镇。 总面积38平方公里，总人口242人（2001年），人口密度6人/平方公里。